# Виконт де Пальярс
Виконт де Пальярс — испанский дворянский титул. Он существовал с начала XI века. Первоначально виконтство де Пальярс было частью графства Пальярс, затем графства Нижний Пальярс. Позднее виконт де Пальярс был переименован в виконт де Сиарб, а затем в виконт де Виламур.
В состав виконтства Пальярс или Виламур входили земли нынешнего муниципалитета Соригера (провинция Льейда, автономное сообщество Каталония). Виконтам де Пальярс принадлежали населенные пункты Виламур, столица виконтства, Льягунес, Рубио, Соригера, Торнафорт, Хуньент, Ла-Торре, Ла-Побла-де-Сегур, Эль-Пуи-де-Сегур, Монтльор, Толо, Сан-Сальвадор-де-Толо, Херба-савина, Монтенартро, Ортонеда, Эмбонуи, Мальмеркат.

## Список виконтов де Пальярс
- Оромир (1015—1030)
- Ато (1015—1032)
- Исарн (1032—1035)
- Бернат (Бернардо) (1035—1056)
- Герберт (1056—1076)
- Арнау (Арнальдо) (1076—1086)
- Пере (Педро) I (1086—1126)

### Виконты де Виламур
- Пере (Педро) II де Виламур (1126—1164)
- Пере III де Виламур (1164—1227)
- Пере IV де Виламур (1227—1255)
- Пере (Педро) V де Виламур (1255—1275)
- Рамон де Виламур и Пальярс (1275—1303)
- Пере (Педро) VI де Виламур (1303—1340)
- Пере (Педро) VII де Виламур (1340—1354)
- Пере VIII де Виламур (1354—1370)
- Пере (Педро) ІХ де Виламур (1370—1381)
  - Беатриу де Пальярс

### Дом Англесола
- Рамон д’Англесола и Пальярс (сеньор де Бутсенит и Учафава), сын Беатриу де Пальярс (1381—1386)

### Дом Кардона
- Уго II де Кардона (1328—1400), виконт де Виламур (1386—1400), также виконт де Кардона (1334—1375) и 1-й граф де Кардона (1375—1400), сын Уго де Кардоны, виконта де Кардоны, и Беатрис д’Англесола, сестры Рамона д’Англесола и Пальярс
- Хуан Рамон Фольк I де Кардона (1375—1441), граф де Кардона и виконт де Виламур (1400—1442), сын предыдущего и Беатрис де Луна
- Хуан Рамон Фольк II де Кардона (1400—1471), граф де Кардона и виконт де Виламур (1442—1471), сын предыдущего и Хуаны де Гандия
- Хуан Рамон Фольк III де Кардона (1418—1486), граф де Кардона и виконт де Виламур (1471—1486), сын предыдущего и Хуаны де Прадес
- Хуан Рамон Фольк IV де Кардона (1446—1513), граф де Кардона и виконт де Виламур (1486—1513), 1-й герцог де Кардона (1491—1513), сын предыдущего и Хуаны де Урхель
- Фернандо Рамон Фольк де Кардона (1469—1543), 2-й герцог де Кардона и виконт де Виламур (1513—1543), сын предыдущего и Альдонсы Энрикес де Киньонес (1450—1520)
- Хуана де Кардона и Манрике де Лара[кат.] (1500—1564), 3-я герцогиня де Кардона и виконтенсса де Виламур (1543—1564), дочь предыдущего и Франсиски Манрике де Лара. Супруг — Альфонсо де Арагон и Португаль (1489—1563), 2-й герцог де Сегорбе и граф Ампурьяс, младший сын Энрике де Арагона и Пиментеля, 1-го герцога де Сегорбе (1445—1522), и Гийомар Португальской (1468—1516).

### Арагонский дом
- Франсиско Рамон де Арагон и Кардона[кат.] (1539—1575), 3-й герцог де Сегорбе, 4-й герцог де Кардона, виконт де Виламур, четвертый сын предыдущего и Хуаны де Кардона
- Хуана де Арагон и Кардона[кат.] (1543—1608), 4-я герцогиня де Сегорбе, сестра предыдущего, жена Диего Фернандеса де Кордовы, 3-го маркиза де Комареса (1524—1601).

### Дом Фернандес де Кордова (Мединасели)
- Луис Рамон Фольк де Арагон-Кардона-Кордова и Фернандес де Кордова[кат.] (1558—1596), 10-й граф де Прадес, 27-й виконт де Виламур, старший сын Диего Фернандеса де Кордовы, 3-го маркиза де Комареса (1524—1601), и Хуаны де Арагон и Кардоны, 4-й герцогини де Сегорбе.
- Энрике де Арагон Фольк де Кардона и Кордова[кат.] (1588—1640), 5-й герцог де Сегорбе, 28-й виконт де Виламур, старший сын предыдущего и Анны Энрикес де Кабреры и Мендосы
- Луис Рамон де Арагон-Кардона-Кордова и Фернандес де Кордова-Фигероа (1608—1670), 6-й герцог де Сегорбе, 29-й виконт де Виламур, старший сын предыдущего и Каталины Фернандес де Кордова-Фигероа и Энрикес де Риберы (1589—1646)
- Хоакин де Арагон-Кардона-Кордова и Бенавидес[кат.] (1667—1670), 8-й герцог де Кардона, 30-й виконт де Виламур, единственный сын предыдущего от второго брака с Марией Терезой де Бенавидес и Давила-Корелья (? — 1704)
- Педро Антонио Рамон Фольк де Кардона-Кордова и Фернандес де Кордова-Фигероа (1611—1690), 8-й герцог де Сегорбе, 31-й виконт де Виламур, дядя предыдущего, второй сын Энрике де Арагона Фолька де Кардоны и Кордовы, и Каталины Фернандес де Кордова-Фигероа и Энрикес де Риберы (1589—1646)
- Каталина Антония де Арагон-Кардона-Кордова и Сандоваль-Рохас[кат.] (1635—1697), 32-я виконтесса де Виламур, старшая дочь Луиса Рамона де Арагона и Марианны де Сандоваль-Рохас и Энрикес
- Луис Франсиско де ла Серда и Арагон (1660—1711), 9-й герцог де Мединасели, 33-й виконт де Виламур, старший сын предыдущей и Хуана де ла Серда и Энрикеса де Риберы, 7-го герцога де Мединасели
- Николас Фернандес де Кордова и де ла Серда (1682—1739), 10-й герцог де Мединасели, 34-й виконт де Виламур, сын Луиса Маурисио Фернандеса де Кордовы и Фигероа, 7-го маркиза де Прьего (1650—1690), и Марии Феличе де ла Серда и Арагон (1657—1709), племянник предыдущего
- Луис Антонио Фернандес де Кордова и Спинола (1704—1768), 11-й герцог де Мединасели, 35-й виконт де Виламур, старший сын предыдущего и Херонимы Спинолы и де ла Серды (1687—1757)
- Педро де Алькантара Фернандес де Кордова и Монкада (1730—1789), 12-й герцог де Мединасели, 36-й виконт де Виламур, единственный сын Марии Терезы де Монкады и Бенавидес, 7-й маркизы де Айтона (1707—1756), и Луиса Антонио Фернандесе де Кордовы и Спинолы, 11-го герцога де Мединасели (1704—1768)
- Луис Мария Фернандес де Кордова и Гонзага (1749—1806), 13-й герцог де Мединасели, 37-й виконт де Виламур, старший сын предыдущего и Марии Франсиски Хавьера Гонзага и Караччиоло (1731—1757)
- Луис Хоакин Фернандес де Кордова и Бенавидес[кат.] (1780—1840), 14-й герцог де Мединасели, 38-й виконт де Виламур, старший сын предыдущего и Хоакины Марии де Бенавидес и Пачеко, 3-й герцогини де Сантистебан-дель-Пуэрто (1746—1805)
- Луис Томас Фернандес де Кордова и Понсе де Леон[кат.]	(1813—1873), 15-й герцог де Мединасели, 39-й виконт де Виламур, старший сын предыдущего и Марии де ла Консепсьон Понсе де Леон и Карвахаль (1783—1856)
- Луис Мария Фернандес де Кордова и Перес де Баррадас (1851—1879), 16-й герцог де Мединасели, 40-й виконт де Виламур, старший сын предыдущего и Анхелы Аполонии Перес де Баррадас и Бернуй, 1-й герцогини де Дения и Тарфиа (1827—1903)
- Луис Хесус Фернандес де Кордова и Салаберт (1880—1956), 17-й герцог де Мединасели, 41-й виконт де Виламур, единственный сын предыдущего от второго брака с Касильдой Ремигией де Салаберт и Артеага, 9-й маркизой де ла Торресилья (1858—1936)
- Виктория Евгения Фернандес де Кордова и Фернандес де Энестроса (1917—2013), 18-я герцогиня де Мединасели, 42-й виконтесса де Виламур, старшая дочь предыдущего от первого брака Анной Марией Фернандес де Энестроса и Гайосо де лос Кобос (1879—1938).
- Виктория Елизавета де Гогенлоэ-Лангенбург и Шмидт-Полекс (род. 1997), 20-я герцогиня де Мединасели, 43-я виконтесса де Виламур, единственная дочь принца Марко Гогенлоэ-Лангенбурга, 19-го герцога де Мединасели (1962—2016), и Сандры Шмидт-Полекс (род. 1968), внучка принца Макса фон Гогенлоэ-Лангенбурга (1931—1994), и Анны Луизы де Медина и Фернандес де Кордовы, 13-й маркизы де Наваэрмоса и 9-й графини де Офалия (1940—2012), единственной дочери Виктории Евгении Фернандес де Кордовы, 18-й герцогини де Мединасели (1917—2013).